# Chiến dịch Tự do Bền vững
Chiến dịch Tự do Bền vững (Operation Enduring Freedom, OEF) là tên chính thức được chính phủ Hoa Kỳ sử dụng cho Cuộc chiến chống khủng bố toàn cầu. Vào ngày 7 tháng 10 năm 2001, để đối phó với các cuộc tấn công ngày 11 tháng 9, Tổng thống George W. Bush tuyên bố rằng các cuộc không kích nhắm vào Al-Qaeda và Taliban đã bắt đầu ở Afghanistan. Chiến dịch Tự do bền bỉ chủ yếu đề cập đến Chiến tranh ở Afghanistan, nhưng nó cũng liên quan đến các hoạt động chống khủng bố ở các quốc gia khác, chẳng hạn như OEF-Philippines và OEF-Trans Sahara.
Sau 13 năm, vào ngày 28 tháng 12 năm 2014, Tổng thống Barack Obama tuyên bố kết thúc Chiến dịch Tự do Bền vững ở Afghanistan. Các hoạt động tiếp theo tại Afghanistan của lực lượng quân đội Hoa Kỳ, cả không chiến và chiến đấu, diễn ra với tên gọi Chiến dịch Freedom's Sentinel.

## Hoạt động cấp dưới
Chiến dịch Tự do bền bỉ thường đề cập đến nhiệm vụ chiến đấu do Hoa Kỳ lãnh đạo ở Afghanistan. OEF cũng liên kết với các hoạt động chống khủng bố ở các quốc gia khác nhằm vào Al Qaeda và tàn dư của Taliban, chẳng hạn như OEF-Philippines và OEF-Trans Sahara, chủ yếu thông qua các phương tiện tài trợ của chính phủ.
- Chiến dịch Tự do Bền vững - (OEF), ngày 7 tháng 10 năm 2001 - ngày 31 tháng 12 năm 2014. Thành công bởi Chiến dịch Freedom's Sentinel.[8]
- Chiến dịch Tự do Bền vững - Philippines (OEF-P, trước đây là Chiến dịch Đại bàng Tự do), 15 tháng 1 năm 2002 - 24 tháng 2 năm 2015[9][10]
- Chiến dịch Tự do Bền vững - Sừng Châu Phi (OEF-HOA)
- Chiến dịch Tự do Bền vững - Hẻm núi Pankisi[11]
- Chiến dịch Tự do Bền vững - Xuyên Sahara (OEF-TS; xem thêm Cuộc nổi dậy ở Maghreb)
- Chiến dịch Tự do lâu dài - Caribe và Trung Mỹ (OEF-CCA)
- Chiến dịch Tự do Bền vững - Kyrgyzstan,[12] 18 tháng 12 năm 2001 - 3 tháng 6 năm 2014[13]

## Từ nguyên
Chính phủ Hoa Kỳ đã sử dụng thuật ngữ "Chiến dịch Tự do Bền vững" để chính thức mô tả Chiến tranh ở Afghanistan, trong khoảng thời gian từ ngày 7 tháng 10 năm 2001 đến ngày 31 tháng 12 năm 2014. Các hoạt động tiếp tục tại Afghanistan của lực lượng quân đội Hoa Kỳ, cả không chiến và chiến đấu, giờ đây diễn ra với tên gọi Chiến dịch Freedom's Sentinel.
Chiến dịch này ban đầu được gọi là "Chiến dịch Công lý vô hạn", nhưng vì những cụm từ tương tự đã được các tín đồ của một số tôn giáo sử dụng như một mô tả độc quyền về Chúa, nên nó được cho là đã được thay đổi để tránh xúc phạm đến những người Hồi giáo chiếm đa số ở Afghanistan. Vào tháng 9 năm 2001, Tổng thống Hoa Kỳ George W. Bush nhận xét rằng " cuộc thập tự chinh này, cuộc chiến chống khủng bố này, sẽ mất  thời gian", dẫn đến sự chỉ trích rộng rãi từ thế giới Hồi giáo, cũng có thể đã góp phần vào việc đổi tên chiến dịch này.
Thuật ngữ "OEF" thường dùng để chỉ giai đoạn của Chiến tranh ở Afghanistan từ năm 2001 đến năm 2014. Các hoạt động khác, chẳng hạn như Chương trình Tàu hỏa và Trang bị, chỉ được kết nối lỏng lẻo hoặc trên danh nghĩa, chẳng hạn như thông qua các phương tiện tài trợ của chính phủ. Tuy nhiên, tất cả các hoạt động đều tập trung vào các hoạt động chống khủng bố.
Chiến dịch Tự do bền vững, là một hoạt động chung của Hoa Kỳ, Vương quốc Anh và Afghanistan, tách biệt với Lực lượng Hỗ trợ An ninh Quốc tế (ISAF), một hoạt động của các quốc gia thuộc Tổ chức Hiệp ước Bắc Đại Tây Dương bao gồm Hoa Kỳ và Vương quốc Anh. chạy song song, mặc dù người ta đã gợi ý rằng chúng nên hợp nhất.